# Methionin
Methionin (Met, M) je jedna z dvaceti základních aminokyselin tvořících bílkoviny. Řadí se k nepolárním aminokyselinám a je esenciální (musí být tedy přijímána v potravě).

## Funkce methioninu
Methionin je stejně jako všechny ostatní proteinogenní aminokyseliny součástí proteinů (bílkovin). Jeho kodón (kombinace tří bází v mRNA určujících druh aminokyseliny) je AUG, typický start kodon, kterým se začíná syntéza proteinu na ribozomu. Proto je methionin obvykle první aminokyselinou v proteinu, ke které se další aminokyseliny připojují.
Methionin může sloužit pouze pro nastartování tvorby bílkovin a proto je často její počátek s methioninem (formylmethioninem) při posttranslačních modifikacích odštěpen. To je také důvod, proč je methioninu v bílkovinách relativně málo.
Methionin slouží jako donor methylové skupiny. V komplexu S-adenosylmethionin slouží jako koenzym mnoha methylačních enzymů (např. při methylaci bází v DNA nebo methylaci při tvorbě čepičky mRNA).
Methionin se uplatňuje především při tvorbě bílkovin v eukaryotických buňkách. Prokaryota (evolučně velmi staré organismy bez buněčného jádra) používají pro začátek translace modifikovaný methionin - formylmethionin.

## Metabolická onemocnění
Odbourávání methioninu je narušeno u následujících metabolických onemocnění:
- homocystinurie
- kombinovaná malonová a methylmalonová acidurie (CMAMMA)
- methylmalonová acidémie
- propionová acidémie

## Deriváty
Existuje několik biologicky významných derivátů - aminokyselin odvozených od methioninu:
- formylmethionin - formylovaný methionin, slouží jako první aminokyselina při translaci u prokaryot
- homocystein - demethylovaný methionin (podobá se cysteinu, ale jeho uhlíkový řetězec je o jeden uhlík delší)

S-adenosylmethionin
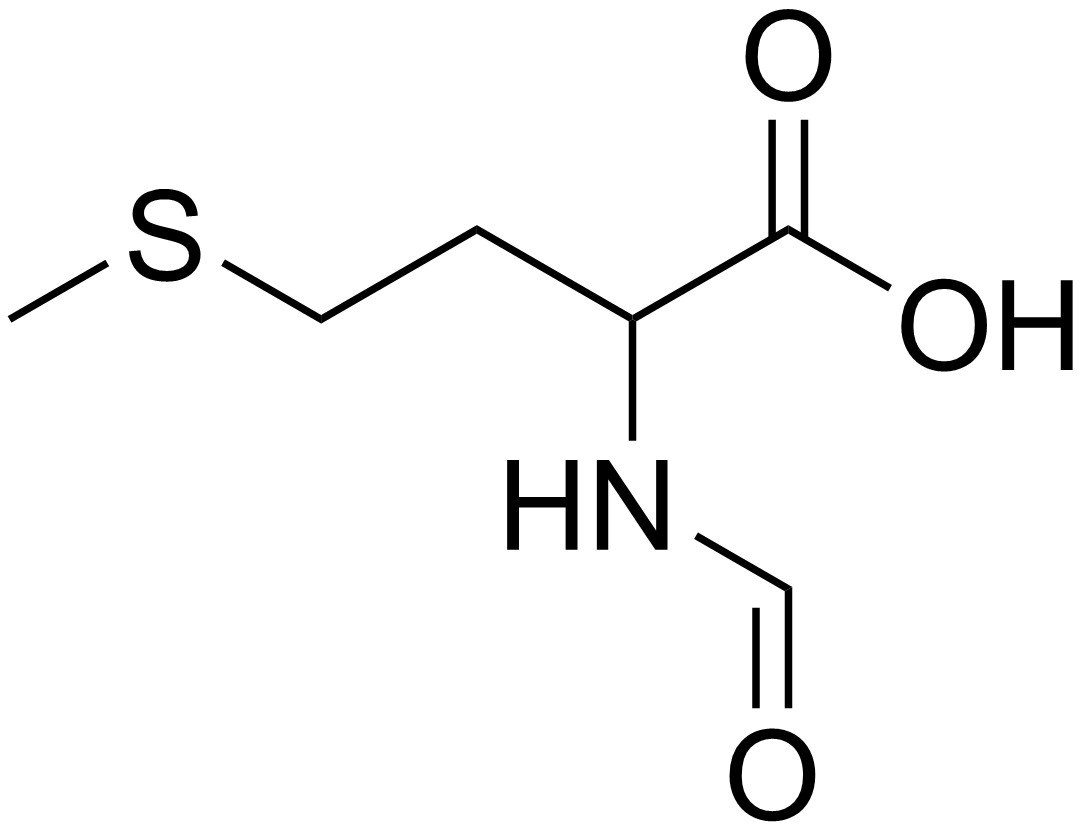
formylmethionin
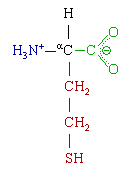
homocystein